# Piper mutabile
Piper mutabile är en pepparväxtart som beskrevs av C. Dc.. Piper mutabile ingår i släktet Piper och familjen pepparväxter. Inga underarter finns listade i Catalogue of Life.